# Jagged Little Pill
Jagged Little Pill là album phòng thu thứ ba và là album quốc tế đầu tay của nghệ sĩ thu âm người Canada Alanis Morissette, phát hành lần đầu vào ngày 13 tháng 6 năm 1995 bởi Maverick Records. Sau khi phát hành hai album thành công ở Canada, Morissette rời MCA Records Canada và được giới thiệu với người quản lý Scott Welch. Cô bắt đầu làm việc cho album tiếp theo sau khi chuyển từ thành phố quê hương, Ottawa, tới Toronto, nhưng không đạt được nhiều thành quả khả quan cho đến khi cô đi đến Los Angeles, nơi cô gặp Glen Ballard.
Kết quả hợp tác giữa Morissette và Ballard là một album alternative rock với những ảnh hưởng từ post-grunge và pop rock, và bao gồm những âm thanh của guitar, đàn phím, trống và harmonica. Nội dung những bài hát của Jagged Little Pill liên quan đến nhiều chủ đề như sự công kích và những mối quan hệ tình cảm thất bại. Tiêu đề của album được lấy cảm hứng từ lời bài hát của "You Learn". Sau khi phát hành, nó đã gặt hái những thành công đột phá trên toàn cầu, đứng đầu các bảng xếp hạng ở 13 quốc gia, và trở thành một trong những album thành công nhất thập niên 1990. Tính đến nay, album đã bán được hơn 33 triệu bản trên toàn thế giới và được xếp hạng là một trong những album bán chạy nhất mọi thời đại.
Jagged Little Pill nhận được nhiều lời khen ngợi từ các nhà phê bình âm nhạc và giành 5 giải Grammy trên tổng số 9 đề cử, bao gồm giải Album của năm, giúp cô trở thành nghệ sĩ trẻ nhất trong lịch sử giành được vinh dự này - một kỷ lục mà cô nắm giữ trong 14 năm, đến năm 2010. Nó đã được tạp chí Rolling Stone xếp ở vị trí 327 trong danh sách "500 Album vĩ đại nhất mọi thời đại" vào năm 2003. Thành công của Morissette với Jagged Little Pill đã tạo nên nguồn cảm hứng cho nhiều nghệ sĩ nữ như Shakira, Pink, Michelle Branch, Avril Lavigne và Katy Perry, trong đó Perry miêu tả album như là "bản thu âm hoàn hảo nhất mà một nữ nghệ sĩ từng thực hiện."
Sáu đĩa đơn đã được đã được phát hành từ album, trong đó bao gồm ba đĩa đơn top 10 trên bảng xếp hạng Billboard Hot 100: "You Oughta Know", "Ironic" và "You Learn". Năm 2005, Morissette phát hành lại album với phiên bản acoustic, Jagged Little Pill Acoustic, nhân dịp kỷ niệm 10 năm phát hành album. Vào ngày 30 tháng 10 năm 2015, nó đã được phát hành lại bởi Rhino Records và Warner Music Group để kỷ niệm 20 năm ra đời.

## Danh sách bài hát
Tất cả lời bài hát được viết bởi Alanis Morissette; tất cả nhạc phẩm được soạn bởi Morissette và Glen Ballard, ngoại trừ những ghi chú sau.
| STT              | Nhan đề                                                                          | Thời lượng |
| ---------------- | -------------------------------------------------------------------------------- | ---------- |
| 1.               | "All I Really Want"                                                              | 4:45       |
| 2.               | "You Oughta Know"                                                                | 4:09       |
| 3.               | "Perfect"                                                                        | 3:08       |
| 4.               | "Hand in My Pocket"                                                              | 3:42       |
| 5.               | "Right Through You"                                                              | 2:56       |
| 6.               | "Forgiven"                                                                       | 5:00       |
| 7.               | "You Learn"                                                                      | 4:00       |
| 8.               | "Head over Feet"                                                                 | 4:27       |
| 9.               | "Mary Jane"                                                                      | 4:41       |
| 10.              | "Ironic"                                                                         | 3:50       |
| 11.              | "Not the Doctor"                                                                 | 3:48       |
| 12.              | "Wake Up"                                                                        | 4:54       |
| 13.              | "You Oughta Know" (Jimmy the Saint Blend) / "Your House (a cappella)" (track ẩn) | 8:13       |
| Tổng thời lượng: | Tổng thời lượng:                                                                 | 57:23      |

| Phiên bản tại Nhật | Phiên bản tại Nhật                              | Phiên bản tại Nhật |
| STT                | Nhan đề                                         | Thời lượng         |
| ------------------ | ----------------------------------------------- | ------------------ |
| 12.                | "Wake Up" / "Your House (Acappella)" (track ẩn) | 8:56               |
| 13.                | "Perfect" (Phiên bản acoustic)                  | 3:06               |

Phiên bản kỉ niệm 20 năm
| Đĩa 2: Bản thu nháp | Đĩa 2: Bản thu nháp                                                   | Đĩa 2: Bản thu nháp |
| STT                 | Nhan đề                                                               | Thời lượng          |
| ------------------- | --------------------------------------------------------------------- | ------------------- |
| 1.                  | "The Bottom Line"                                                     | 4:11                |
| 2.                  | "Superstar Wonderful Weirdos" (Morissette, Ballard, Terrance Sawchuk) | 4:23                |
| 3.                  | "Closer Than You Might Believe"                                       | 3:35                |
| 4.                  | "No Avalon"                                                           | 4:21                |
| 5.                  | "Comfort" (Morissette, Sawchuk)                                       | 4:05                |
| 6.                  | "Gorgeous"                                                            | 4:03                |
| 7.                  | "King of Intimidation"                                                | 3:20                |
| 8.                  | "Death of Cinderella"                                                 | 3:15                |
| 9.                  | "London"                                                              | 4:32                |
| 10.                 | "These Are the Thoughts"                                              | 3:16                |
| Tổng thời lượng:    | Tổng thời lượng:                                                      | 39:02               |

| Đĩa 3: Jagged Little Pill Acoustic | Đĩa 3: Jagged Little Pill Acoustic            | Đĩa 3: Jagged Little Pill Acoustic |
| STT                                | Nhan đề                                       | Thời lượng                         |
| ---------------------------------- | --------------------------------------------- | ---------------------------------- |
| 1.                                 | "All I Really Want" (Phiên bản acoustic)      | 5:24                               |
| 2.                                 | "You Oughta Know" (Phiên bản acoustic)        | 4:58                               |
| 3.                                 | "Perfect" (Phiên bản acoustic)                | 3:26                               |
| 4.                                 | "Hand in My Pocket" (Phiên bản acoustic)      | 4:32                               |
| 5.                                 | "Right Through You" (Phiên bản acoustic)      | 3:40                               |
| 6.                                 | "Forgiven" (Phiên bản acoustic)               | 4:43                               |
| 7.                                 | "You Learn" (Phiên bản acoustic)              | 4:10                               |
| 8.                                 | "Head over Feet" (Phiên bản acoustic)         | 4:17                               |
| 9.                                 | "Mary Jane" (Phiên bản acoustic)              | 5:08                               |
| 10.                                | "Ironic" (Phiên bản acoustic)                 | 3:57                               |
| 11.                                | "Not the Doctor" (Phiên bản acoustic)         | 4:26                               |
| 12.                                | "Wake Up" / "Your House" (Phiên bản acoustic) | 9:56                               |
| Tổng thời lượng:                   | Tổng thời lượng:                              | 54:37                              |

| Đĩa 4: Trực tiếp tại Subterranea, London 09/28/95 | Đĩa 4: Trực tiếp tại Subterranea, London 09/28/95 | Đĩa 4: Trực tiếp tại Subterranea, London 09/28/95 |
| STT                                               | Nhan đề                                           | Thời lượng                                        |
| ------------------------------------------------- | ------------------------------------------------- | ------------------------------------------------- |
| 1.                                                | "All I Really Want" (trực tiếp)                   | 8:18                                              |
| 2.                                                | "Right Through You" (trực tiếp)                   | 4:06                                              |
| 3.                                                | "Not the Doctor" (trực tiếp)                      | 6:47                                              |
| 4.                                                | "Hand in My Pocket" (trực tiếp)                   | 4:43                                              |
| 5.                                                | "Mary Jane" (trực tiếp)                           | 6:39                                              |
| 6.                                                | "Ironic" (trực tiếp)                              | 4:28                                              |
| 7.                                                | "You Learn" (trực tiếp)                           | 5:06                                              |
| 8.                                                | "Forgiven" (trực tiếp)                            | 6:00                                              |
| 9.                                                | "You Oughta Know" (trực tiếp)                     | 5:23                                              |
| 10.                                               | "Wake Up" (trực tiếp)                             | 8:07                                              |
| 11.                                               | "Head over Feet" (trực tiếp)                      | 4:23                                              |
| 12.                                               | "Perfect" (trực tiếp)                             | 3:31                                              |
| Tổng thời lượng:                                  | Tổng thời lượng:                                  | 67:37                                             |

## Xếp hạng
| Bảng xếp hạng (1995-1996)                | Vị trí cao nhất |
| ---------------------------------------- | --------------- |
| Album Úc (ARIA)                          | 1               |
| Album Áo (Ö3 Austria)                    | 2               |
| Album Bỉ (Ultratop Vlaanderen)           | 1               |
| Album Bỉ (Ultratop Wallonie)             | 2               |
| Canada (RPM)                             | 1               |
| Đan Mạch (Hitlisten)                     | 1               |
| Album Hà Lan (Album Top 100)             | 1               |
| Châu Âu (Top 100)                        | 1               |
| Album Phần Lan (Suomen virallinen lista) | 1               |
| Album Pháp (SNEP)                        | 6               |
| Đức (Offizielle Top 100)                 | 1               |
| Hungary (Mahasz)                         | 10              |
| Ireland (IRMA)                           | 1               |
| Ý (FIMI)                                 | 2               |
| Ý (Hit Parade Italia)                    | 3               |
| Album New Zealand (RMNZ)                 | 1               |
| Album Na Uy (VG-lista)                   | 3               |
| Bồ Đào Nha (AFP)                         | 1               |
| Album Scotland (OCC)                     | 1               |
| Tây Ban Nha (PROMUSICAE)                 | 3               |
| Album Thụy Điển (Sverigetopplistan)      | 1               |
| Album Thụy Sĩ (Schweizer Hitparade)      | 2               |
| Album Anh Quốc (OCC)                     | 1               |
| Album Hoa Kỳ Billboard 200               | 1               |

| Bảng xếp hạng (1990–1999)    | Vị trí |
| ---------------------------- | ------ |
| Austrian Albums (Ö3 Austria) | 26     |
| UK Albums (OCC)              | 5      |
| US Billboard 200             | 1      |

| Bảng xếp hạng    | Vị trí |
| ---------------- | ------ |
| UK Albums (OCC)  | 41     |
| US Billboard 200 | 7      |

| Bảng xếp hạng (1995)               | Vị trí |
| ---------------------------------- | ------ |
| Canadian Albums (RPM)              | 9      |
| UK Albums (OCC)                    | 49     |
| US Billboard 200                   | 14     |
| Bảng xếp hạng (1996)               | Vị trí |
| Australian Albums (ARIA)           | 1      |
| Austrian Albums (Ö3 Austria)       | 3      |
| Canadian Albums (RPM)              | 1      |
| Dutch Albums (MegaCharts)          | 5      |
| Europe (European Hot 100 Albums)   | 1      |
| French Albums (SNEP)               | 13     |
| German Albums (Offizielle Top 100) | 2      |
| Italian Albums (Hit Parade)        | 4      |
| New Zealand (Recorded Music NZ)    | 1      |
| Norwegian Albums (VG-lista)        | 11     |
| Portuguese Albums (AFP)            | 3      |
| Swedish Albums (Sverigetopplistan) | 2      |
| Swiss Albums (Schweizer Hitparade) | 3      |
| UK Albums (OCC)                    | 1      |
| US Billboard 200                   | 1      |
| Bảng xếp hạng (1997)               | Vị trí |
| Australian Albums (ARIA)           | 26     |
| Belgian Albums (Ultratop Flanders) | 74     |
| Dutch Albums (MegaCharts)          | 43     |
| Europe (European Hot 100 Albums)   | 43     |
| German Albums (Offizielle Top 100) | 66     |
| New Zealand (Recorded Music NZ)    | 44     |
| UK Albums (OCC)                    | 46     |
| US Billboard 200                   | 23     |
| Bảng xếp hạng (1998)               | Vị trí |
| Danish Albums (Hitlisten)          | 44     |
| UK Albums (OCC)                    | 106    |
| Bảng xếp hạng (1999)               | Vị trí |
| UK Albums (OCC)                    | 164    |
| Bảng xếp hạng (2000)               | Vị trí |
| Dutch Albums (MegaCharts)          | 79     |
| UK Albums (OCC)                    | 117    |

## Chứng nhận
| Quốc gia                                                                           | Chứng nhận   | Số đơn vị/doanh số chứng nhận |
| ---------------------------------------------------------------------------------- | ------------ | ----------------------------- |
| Argentina (CAPIF)                                                                  | Bạch kim     | 60.000^                       |
| Úc (ARIA)                                                                          | 14× Bạch kim | 1,020,000                     |
| Áo (IFPI Áo)                                                                       | 2× Bạch kim  | 100.000*                      |
| Bỉ (BEA)                                                                           | Bạch kim     | 50.000*                       |
| Brasil (Pro-Música Brasil)                                                         | Bạch kim     | 250.000*                      |
| Canada (Music Canada)                                                              | 2× Kim cương | 2.000.000^                    |
| Chile (IFPI Chile)                                                                 | 2× Bạch kim  | 40,000                        |
| Cộng hòa Séc (IFPI Cộng hòa Séc)                                                   | 2× Bạch kim  | 24,000                        |
| Đan Mạch (IFPI Đan Mạch)                                                           | 4× Bạch kim  | 200.000^                      |
| Phần Lan (Musiikkituottajat)                                                       | Bạch kim     | 65,860                        |
| Pháp (SNEP)                                                                        | Bạch kim     | 411,600                       |
| Đức (BVMI)                                                                         | 2× Bạch kim  | 1.000.000^                    |
| Hy Lạp (IFPI Hy Lạp)                                                               | Vàng         | 30.000^                       |
| Hồng Kông (IFPI Hồng Kông)                                                         | 2× Bạch kim  | 60,000*                       |
| Indonesia (RIAI)                                                                   | Bạch kim     | 20,000                        |
| Ireland (IRMA)                                                                     | 12× Bạch kim | 180,000^                      |
| Ý (FIMI)                                                                           | 6× Bạch kim  | 600.000*                      |
| Nhật Bản (RIAJ)                                                                    | Bạch kim     | 0^                            |
| México (AMPROFON)                                                                  | 3× Bạch kim  | 750.000^                      |
| Hà Lan (NVPI)                                                                      | 4× Bạch kim  | 400.000^                      |
| New Zealand (RMNZ)                                                                 | Bạch kim     | 15.000^                       |
| Na Uy (IFPI)                                                                       | Bạch kim     | 50.000*                       |
| Ba Lan (ZPAV)                                                                      | Vàng         | 0*                            |
| Bồ Đào Nha (AFP)                                                                   | 2× Bạch kim  | 40,000^                       |
| Singapore (RIAS)                                                                   | 5× Bạch kim  | 50,000                        |
| Tây Ban Nha (PROMUSICAE)                                                           | 3× Bạch kim  | 300.000^                      |
| Thụy Điển (GLF)                                                                    | 2× Bạch kim  | 200.000^                      |
| Thụy Sĩ (IFPI)                                                                     | Bạch kim     | 50.000^                       |
| Anh Quốc (BPI)                                                                     | 10× Bạch kim | 2,742,868                     |
| Hoa Kỳ (RIAA)                                                                      | 16× Bạch kim | 15,350,000                    |
| Tổng hợp                                                                           |              |                               |
| Châu Âu (IFPI)                                                                     | 7× Bạch kim  | 7.000.000*                    |
| Toàn cầu                                                                           | —            | 33,000,000                    |
| * Chứng nhận dựa theo doanh số tiêu thụ. ^ Chứng nhận dựa theo doanh số nhập hàng. |              |                               |